# Cratere Ualinka
Ualinka  è un cratere sulla superficie di Venere.